# ريماز ميرغنى
ريماز ميرغني (ولدت 6 أبريل 1987)، فنانة سودانية. عرفت بعد ظهورها في برنامج نجوم الغد ومشاركاتها العديدة على أغاني وأغاني.

## النشأة
ولدت في مدينة أم درمان وترجع أصولها لمدينة شندي، جدها لأبيها عمدة مدينة شندي. والدها هو ميرغني الجاك ووالدتها تدعى مواهب سعد، لديها شقيقين أكبر منها «أسامة ومحمد» وشقيقة أصغر اسمها «رزان».
درست المراحل الأولى في حي الموردة وتعلمت الثانوية في مدرسة بشير عبادي، ثم سجلت في كلية الخرطوم للعلوم الطبية حيث درست في قسم المختبرات الطبية وحصلت على شهادة البكالريوس. 

## المشوار الفني
تشارك بانتظام في برنامج أغاني وأغاني الرمضانى الذي ينتجه السر قدور سنوي على قناة النيل الأزرق السودانية مع مجموعة من المطربين. منذ ظهورها الأول في برنامج «نجوم الغد» وجدت الإشادة والاستحسان من الكثيرين من أهل الفن.